# Doyle (Texas)
Doyle és una concentració de població designada pel cens dels Estats Units a l'estat de Texas. Segons el cens del 2000 tenia 285 habitants.

## Demografia
Segons el cens del 2000, Doyle tenia 285 habitants, 110 habitatges, i 76 famílies. La densitat de població era de 131 habitants per km².
Dels 110 habitatges en un 28,2% hi vivien nens de menys de 18 anys, en un 48,2% hi vivien parelles casades, en un 15,5% dones solteres, i en un 30,9% no eren unitats familiars. En el 25,5% dels habitatges hi vivien persones soles el 9,1% de les quals corresponia a persones de 65 anys o més que vivien soles. El nombre mitjà de persones vivint en cada habitatge era de 2,59 i el nombre mitjà de persones que vivien en cada família era de 3,14.
Per edats la població es repartia de la següent manera: un 25,6% tenia menys de 18 anys, un 8,4% entre 18 i 24, un 28,4% entre 25 i 44, un 23,2% de 45 a 60 i un 14,4% 65 anys o més.
L'edat mediana era de 39 anys. Per cada 100 dones de 18 o més anys hi havia 94,5 homes.
La renda mediana per habitatge era de 27.857 $ i la renda mediana per família de 30.750 $. Els homes tenien una renda mediana de 14.861 $ mentre que les dones 16.607 $. La renda per capita de la població era de 12.286 $. Cap de les famílies i el 7,4% de la població estaven per davall del llindar de pobresa.

## Poblacions més properes
El següent diagrama mostra les poblacions més properes.